# Росляков, Яков Васильевич
Яков Васильевич Росляков (29 апреля 1903, Орловский уезд, Вятская губерния — 16 апреля 1957) — секретарь Октябрьского райкома КП Таджикистана.

## Биография
Родился 1903 году в деревне Росляки в крестьянской семье. Окончил трёхклассную сельскую школу. До 1926 года работал в хозяйстве отца.
С 1926 по 1928 год служил в рядах Красной Армии. В октябре 1928 года вернулся домой, занимался сельским хозяйством. С 1929 года работал заведующим волостным финансовым отделом, председатель комитета крестьянской взаимопомощи. Окончил трёхмесячные курсы краевого партактива в Нижнем Новгороде. Был избран секретарём парторганизации сельхозкоммуны им. Ст. Халтурина, затем председателем сельхозкоммуны им. Ст. Халтурина. Работал инструктором, затем председателем райколхозсоюза
В 1935 году окончил Коммунистический сельскохозяйственный университет им. Я. М. Свердлова в городе Москве. С этого времени был на партийной работе. По окончании учёбы решением ЦК ВКП был направлен в распоряжение ЦК КП Таджикистана. Здесь работал заместителем директора по политчасти Файзабадской МТС, вторым секретарем Файзабадского РК КП, первым секретарём Микоянобадского, затем Октябрьского РК КП Таджикистана.
Внес большой вклад в развитие сельского хозяйства в этих районах. В 1947 году своей работой обеспечил перевыполнение в целом по Октябрьскому району плана по сбору египетского хлопка на 23,5 %.
Указом Президиума Верховного Совета СССР от 1 марта 1948 года за получение высокого урожая хлопка Рослякову Якову Васильевичу присвоено звание Героя Социалистического труда с вручением ордена Ленина и золотой медали «Серп и Молот»
В дальнейшем был ответорганизатором ЦК КП, заместителем заведующего отделом кадров, промышленности и транспорта Сталинабадского обкома, первым секретарём Пролетарского РК КП, секретарём партийной коллегии при Ленинабадском обкоме КП Таджикистана.
Дважды избирался депутатом Верховного Совета Таджикской ССР. Скончался в 1957 году.
Награждён двумя орденами Ленина, тремя орденами Трудового Красного Знамени, орденом Отечественной войны 2-й степени, медалью «За доблестный труд в Великой Отечественной войне».

## Комментарии
1. ↑  Деревня Росляки, относившаяся к Левинской, в 1920-е годы — Халтуринской волости Орловского / Халтуринского уезда, в последующем входила в состав Русановского сельсовета Халтуринского (ныне — Орловского) района Кировской области; не сохранилась[1].